# Bota de Oro 2005-06

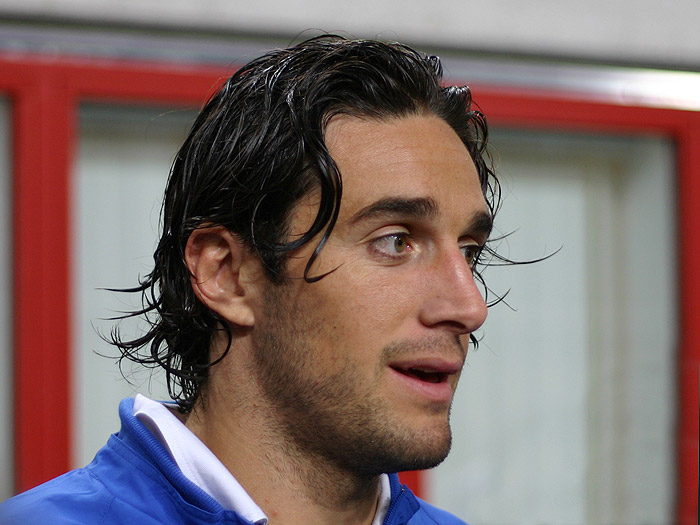
Luca Toni fue el ganador de la temporada 2005-06

La Bota de Oro 2005-06 fue un premio deportivo otorgado por la European Sports Media, asociación europea de publicaciones de fútbol quien se encarga de entregar el premio de acuerdo con un sistema de puntos ponderado.
El italiano Luca Toni, jugador del ACF Fiorentina, fue seleccionado como el máximo goleador de las grandes ligas de Europa.
Este fue el primer reconocimiento para el italiano, quien en ese momento era jugador del ACF Fiorentina de Italia. La edición anterior la conseguieron el francés Thierry Henry y el uruguayo Diego Forlán, jugadores del Arsenal Football Club y Villarreal Club de Fútbol respectivamente.  Ambos anotaron 25 goles.

## Criterio
Los criterios para la elección del ganador para la temporada 2005-06 se tomaron en base a un sistema de puntuación, teniendo como base los coeficientes UEFA. En las cinco ligas más competitivas de Europa: Alemania, Francia, Inglaterra, Italia y España, se otorgaron 2 puntos por gol anotado. Para el resto de ligas la puntuación fue inferior.

## Ganador
El italiano y jugador de la selección de Italia, Luca Toni, fue finalmente el vencedor de la temporada 2005-06, después de conseguir 31 goles en la Serie A.  En un segundo lugar quedó Thierry Henry, quien jugaba para el Arsenal Football Club y alcanzó 27 anotaciones.
Henry logró 54 puntos por sus anotaciones en la Premier League de Inglaterra. El camerunés Samuel Eto'o, quien jugaba para el F.C. Barcelona terminó en la tercera posición con 26 goles. El alemán Miroslav Klose, quien defendía los colores de la camiseta del Werder Bremen terminó en la cuarta posición con 25 goles, los mismos que el español David Villa, quien jugaba como delantero en el Valencia Club de Fútbol.
La bota de Oro conseguida por el italiano le acreditaba como máximo goleador de las ligas europeas de fútbol. Esta fue su primera bota de Oro.

### Ranking final
| Posición | Futbolista     | Club           | Campeonato     | Goles | Puntaje |
| -------- | -------------- | -------------- | -------------- | ----- | ------- |
| 1        | Luca Toni      | ACF Fiorentina | Serie A        | 31    | 62      |
| 2        | Thierry Henry  | Arsenal FC     | Premier League | 27    | 54      |
| 3        | Samuel Eto'o   | F.C. Barcelona | La Liga        | 26    | 52      |
| 4        | Miroslav Klose | Werder Bremen  | Bundesliga     | 25    | 50      |
| 4        | David Villa    | Valencia C. F. | La Liga        | 25    | 50      |